# 六十圆顶清真寺
六十圆顶清真寺（Shaṭ Gombuj Moshjid）是孟加拉国的一个清真寺，位於庫爾納專區。該清真寺為世界遗产之一，被稱為「印度次大陸上給人印象最為深刻的清真寺」。

## 位置
該清真寺位於孟加拉國的庫爾納專區的巴蓋爾哈德沙達爾烏帕齊拉，巴蓋爾哈德距孟加拉國首都達卡約200英里（320）。